# Grocon

Kompleks pięciu budynków "Etihad Towers" w Abu Zabi wybudowanych przez Grocon.

Grocon Pty Ltd – to duża australijska kompania budownicza, założona, prowadzona, i należąca do rodziny Grollo w Melbourne w Australii.  Znana ze swoich widowiskowych budynków jak Eureka Tower i Rialto Towers.